# Isodrapetis subpollinosa
Isodrapetis subpollinosa är en tvåvingeart som beskrevs av Collin 1928. Isodrapetis subpollinosa ingår i släktet Isodrapetis och familjen puckeldansflugor. Inga underarter finns listade i Catalogue of Life.